# Paravelleda pulchra
Paravelleda pulchra là một loài bọ cánh cứng trong họ Cerambycidae.